# بنالا
بنالا (به انگلیسی: Benalla) یک منطقهٔ مسکونی در استرالیا است که در ویکتوریا (استرالیا) واقع شده‌است.